# Qiao Zhou
Qiao Zhou (en chino: 譙周, pinyin: Qiáo Zhōu, Wade-Giles: Chiao Chou; nombre de cortesía: Yunnan 允南; pinyin: Yǔnnán; Wade–Giles: Yün-nan, 201-270) político chino de la Dinastía Han del Este.
Fue ministro de Shu Han durante el período de los Tres Reinos. Qiao originalmente sirvió a Liu Zhang. Se sabe que Qiao fue además un talentoso astrónomo y que se guiaba por las estrellas para orientar a las tropas de Zhuge Liang. Qiao sirvió además en la corte desde el momento en que Liu Bei se convirtió en emperador hasta la caída de Shu Han.